# 马克西姆·库德里亚夫采夫
马克西姆·格奥尔基耶维奇·库德里亚夫采夫（羅馬化：Maksim Georgiyevich Kudryavtsev；1975年8月29日—）是俄罗斯政治人物，第七届国家杜马议员。2022年至2024年间，他担任新西伯利亚州副州长。2024年，库德里亚夫采夫当选新西伯利亚市长。